# Amt Sprockhövel
Das Amt Sprockhövel war ein Amt im Landkreis Bochum (bis 1819), Landkreis Hagen (bis 1887), im Kreis Schwelm (bis 1929) und im Ennepe-Ruhr-Kreis (bis 1937).
Das Amt entstand als Bürgermeisterei Sprockhövel 1817 in Nachfolge der Mairie Sprockhövel im Arrondissement Hagen im Département Ruhr des französisch besetzten Großherzogtums Berg. Preußen verwaltete provisorisch das Großherzogtum nach Abzug der Franzosen im Generalgouvernement Berg, bevor es auf dem Wiener Kongress das Gebiet endgültig zugesprochen bekam. Nach Gründung der Provinz Westfalen führte Preußen seine Verwaltungsstrukturen ein. Die Bürgermeisterei Sprockhövel wurde zunächst dem Landkreis Bochum zugeordnet, bereits 1819 aber dem Landkreis Hagen zugeführt.
Noelle war von November 1839 bis November 1847 Bürgermeister und dann Amtmann des Amts Sprockhövel; er verfasste eine Chronik.
1843 wurde die Bürgermeisterei zu einem Amt umgewandelt. Zu dem Amt gehörten die Landgemeinden (Bauerschaften) Obersprockhövel, Niedersprockhövel und Hiddinghausen II (auch als Klein-Hiddinghausen bezeichnet). 
Von 1873 bis 1880 war Otto Pokorny Amtmann des Amtes Sprockhövel.
1887 wurde das Amt vom Landkreis Hagen abgespalten und dem neu gegründeten Kreis Schwelm zugeordnet. Dieser wurde 1929 aufgelöst und das Amt kam zum Nachfolger Ennepe-Ruhr-Kreis.
1937 wurde die Landgemeinde Hiddinghausen II mit der Landgemeinde Hiddinghausen I (Groß-Hiddinghausen), die dem Amt Haßlinghausen angehörte, vereint und die neu gegründete Landgemeinde Hiddinghausen in das Amt Haßlinghausen eingegliedert. Das Amt Sprockhövel wurde gleichzeitig aufgelöst und die beiden verbleibenden Gemeinden Obersprockhövel und Niedersprockhövel in das Amt Blankenstein eingegliedert. Am 1. Januar 1970 wurde aus dem ehemaligen Amtsgebiet, um das restliche Amt Haßlinghausen und Randteile des Amts Hattingen erweitert, die Stadt Sprockhövel.